# Lijst van motto's van Nederlandse kabinetten
Deze lijst geeft een overzicht van de motto's van de Nederlandse kabinetten. Een motto wordt gebruikt als de titel voor het regeerakkoord.

## Overzicht
| Kabinet       | Motto                                                | Partijen                   | Jaar |
| ------------- | ---------------------------------------------------- | -------------------------- | ---- |
| Kok I         | Keuzes voor de toekomst                              | PvdA, VVD, D66             | 1994 |
| Balkenende I  | Werken aan vertrouwen, een kwestie van aanpakken     | CDA, LPF, VVD              | 2002 |
| Balkenende II | Meedoen, meer werk, minder regels                    | CDA, VVD, D66              | 2003 |
| Balkenende IV | Samen werken, samen leven                            | CDA, PvdA, CU              | 2007 |
| Rutte I       | Vrijheid en verantwoordelijkheid                     | VVD, CDA (gedoogsteun PVV) | 2010 |
| Rutte II      | Bruggen slaan                                        | VVD, PvdA                  | 2012 |
| Rutte III     | Vertrouwen in de toekomst                            | VVD, CDA, D66, CU          | 2017 |
| Rutte IV      | Omzien naar elkaar en vooruitkijken naar de toekomst | VVD, CDA, D66, CU          | 2021 |
| Schoof        | Hoop, lef en trots                                   | PVV, VVD, NSC, BBB         | 2024 |